# サントメ・プリンシペ

サントメ・プリンシペ民主共和国
República Democrática de São Tomé e Príncipe

国の標語：Unidade, Disciplina, Trabalho
 （ポルトガル語: 統一、規律、労働）
国歌：Independência total（ポルトガル語）
全面独立

サントメ・プリンシペ民主共和国（サントメ・プリンシペみんしゅきょうわこく、ポルトガル語: República Democrática de São Tomé e Príncipe、英語: Democratic Republic of Sao Tome and Principe）、通称：サントメ・プリンシペ（ポルトガル語: São Tomé e Príncipe、英語: Sao Tome and Principe）は、大西洋の一部であるギニア湾に浮かぶ火山島であるサントメ島、プリンシペ島、そしてその周辺の島々からなる共和制の島国である。首都のサントメはサントメ島に存在する。

## 概要
サントメ・プリンシペは大西洋上に位置するもののアフリカの国々の1つに数えられており、中部アフリカに該当する国となっている。
またポルトガル語諸国共同体、ポルトガル語公用語アフリカ諸国加盟国の1つでもある。

## 国名
正式名称は、República Democrática de São Tomé e Príncipe （ポルトガル語発音: [rɨˈpublikɐ dɨmuˈkɾatikɐ dɨ sɐ̃w̃ tuˈmɛ i ˈpɾĩsipɨ] ルプブリカ・ドゥムクラティカ・ドゥ・サォントメ・イ・プリンシプ）。通称、São Tomé e Príncipe。
公式の英語表記は、Democratic Republic of Sao Tome and Principe。通称、Sao Tome and Principe。
日本語の表記は、サントメ・プリンシペ民主共和国。通称はサントメ・プリンシペ。

## 歴史

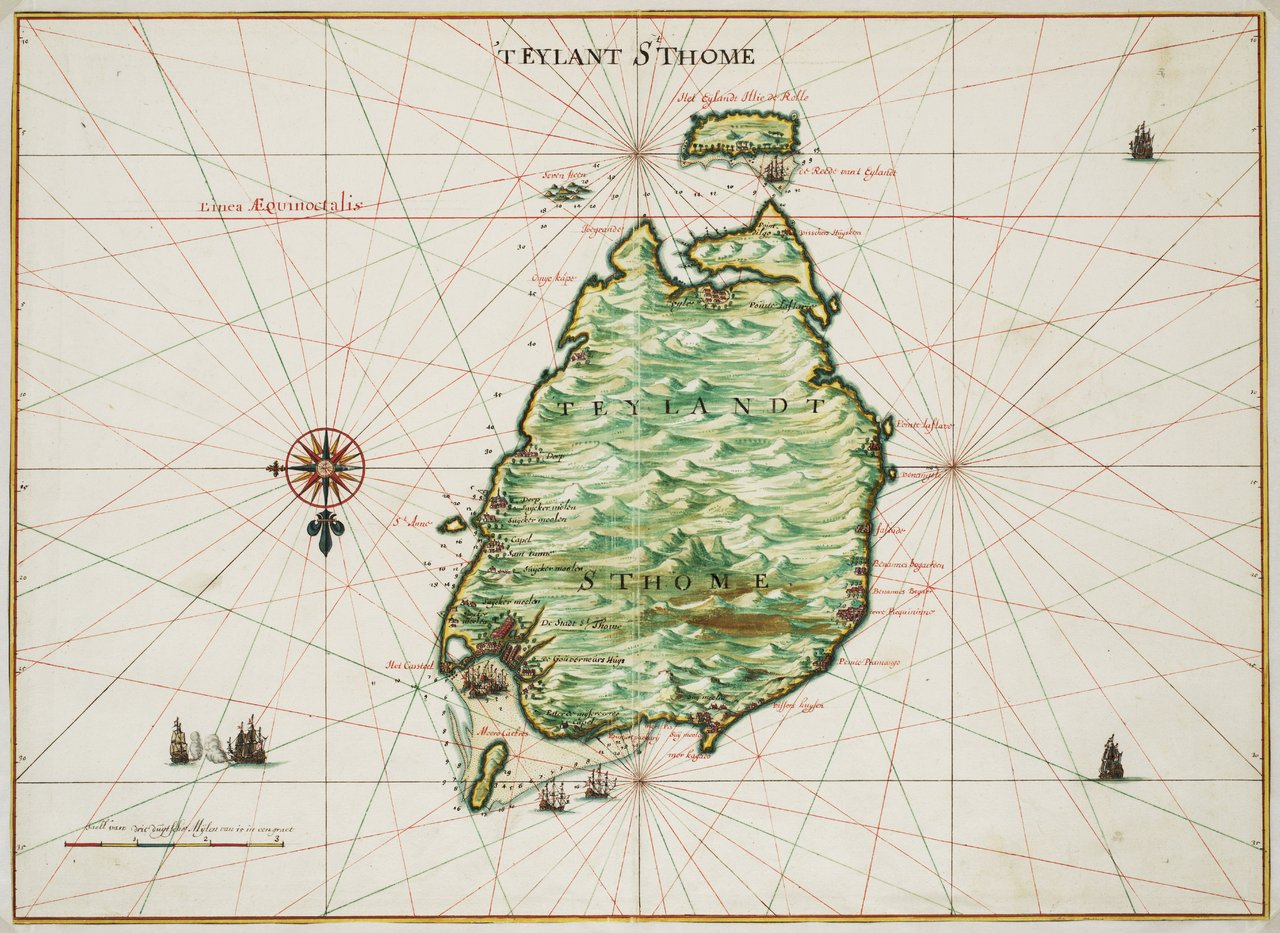
サントメ島の地図（1665年）

この付近の島々は元々無人島であった。1471年にポルトガル人が上陸して以降はポルトガル領となり、さらに1522年にはポルトガル王室領にされた。16世紀にはサトウキビの大生産地となっており、奴隷貿易の中継基地ともなった。19世紀に入るとサトウキビ生産は下火となったが、かわってコーヒーとカカオの栽培が盛んに行われ、1908年には世界一の生産量を誇るまでになった。そのための労働力として多くの奴隷がアフリカ大陸から連れてこられた。奴隷制度廃止後も、白人農園主の農園労働者に対する実質的な待遇は変わらず、広範な不満があった。
1960年に、現サントメ・プリンシペ独立運動 (MLSTP) の前身であるサントメ・プリンシペ解放委員会が設立され、独立運動が本格化したものの、島の規模が面積人口とも非常に小規模であったため、領内ではほとんど活動ができなかった。しかし1974年のカーネーション革命によってポルトガルが植民地からの撤退を決めると、同年に暫定政府が設立され、1975年7月12日に正式独立し、MLSTP・PSDのマヌエル・ピント・ダ・コスタが初代大統領に就任した。
独立後のサントメ・プリンシペはMLSTP・PSDのもとで一党制を敷き、アンゴラやキューバなどから軍の駐屯を受け入れ、旧社会主義陣営と密接な関係を持っていた。しかし1990年代に入ると民主化の動きが強まり、1990年8月、国民投票で複数政党制への移行を決めた。1991年1月の総選挙で野党が過半数を獲得し、その支持を受けた民主集中党・反映グループ (PCD-GR)のミゲル・トロボアダ元首相が3月の大統領選で当選して、この時に一党独裁制が終結した。
1994年10月の総選挙ではMLSTP・PSDが第1党に返り咲き、さらに1998年11月の総選挙では過半数を獲得した。野党代表のトロボアダ大統領とMLSTP・PSDを与党とする内閣が対立・共存の状況となった。2001年7月の大統領選では、トロボアダ派の実業家で独立民主行動(ADI)党員であるフラディケ・デ・メネゼスが当選した。
ところが、2003年7月16日に軍事クーデターが発生し、フェルナンド・ペレイラが政府を打倒し、マリア・ダス・ネヴェス首相など数閣僚を拘留した。これは政府による多くの石油会社との商取引に反応したもので、1週間後にはペレイラ政権は旧政権の首脳らとの交渉を持ち、ペレイラは退陣した。そしてメネゼス大統領、ネヴェス首相ら政府首脳は復権した。2011年の大統領選挙では、MLSTPのダ・コスタ初代大統領が返り咲きを果たし、当選した。
2016年にはADIのエバリスト・カルバリョが大統領に就任した。

## 政治

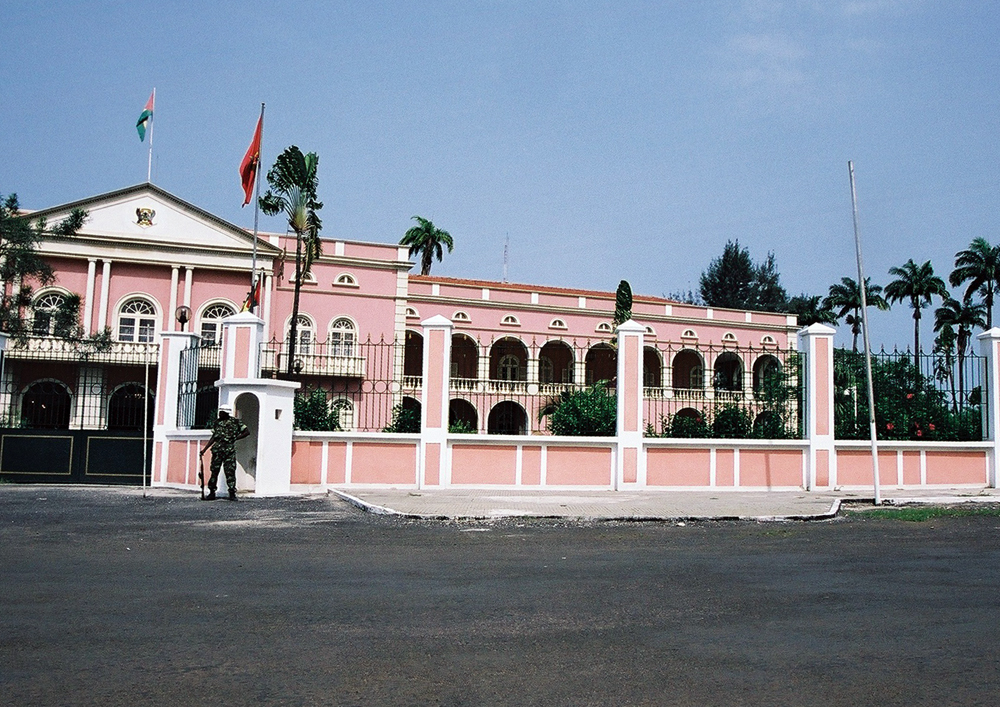
大統領宮殿

サントメ・プリンシペは共和制、半大統領制をとる立憲国家で、現行の憲法は、複数政党制への移行決定後の1990年9月10日に公布されたものである。
国家元首であるサントメ・プリンシペの大統領は、国民の直接選挙により選出される。任期は5年だが、3選は禁止されている。サントメ・プリンシペの首相は国民議会が選出し、大統領が任命する。内閣に相当する閣僚評議会のメンバーは首相の指名に基づき、大統領が任命する。
立法府は一院制で、正式名称は国民議会である。定数は55議席で、議員は比例代表制に基づき国民の直接選挙により選出される。議員の任期は4年である。1990年までは一党独裁制であったものの、1990年に現行憲法が施行されて以来、サントメ・プリンシペでは複数政党制が認められている。主要政党には1975年の独立から複数政党制が承認された翌年の1991年まで一党独裁制によって国を支配したサントメ・プリンシペ解放運動・社会民主党（MLSTP/PSD）、中道の独立民主行動（ADI）のほか、民主集中党・反映グループ (PCD-GR)などがある。2010年の総選挙ではADIが26議席で第1党になったが、2018年選挙でMLSTP連合が与党となった。大統領選挙と議会選挙が別個に行われるため、大統領と議会与党が異なる、いわゆるコアビタシオンの状態になることが珍しくない。
司法府の最高機関は最高裁判所である。

## 国際関係
サントメ・プリンシペはルゾフォニア（ポルトガル語世界）の1国であり、ポルトガル語諸国共同体、ポルトガル語公用語アフリカ諸国に加盟している。旧宗主国のポルトガル以外との関係では、植民地時代の奴隷貿易や独立後の友好関係を通じてとりわけ歴史的にアンゴラとの関係が深かった。

### 対中関係
サントメ・プリンシペは1975年の独立当初は中華人民共和国を承認、1997年5月からは中華民国（台湾）を承認。2016年12月20日に中華民国との外交関係を断ち、同月26日に中華人民共和国と国交を回復した。

### 日本との関係
- 在留日本人数 - 0人（2021年4月現在）[9]
- 在日サントメ・プリンシペ人数 - 3人（2021年12月現在）[9]
- 愛知県東海市のフレンドシップ相手国である。

## 軍事
- 実戦部門 : 陸軍、海軍、治安警察
- 軍事費（2001年）は、40万ドル。GDP比は、0.8%。
- 総兵力（1995年）約600人。

## 地方行政区分
2つの州に分かれている。
- サントメ州

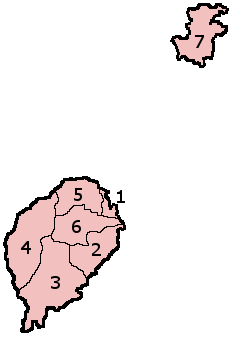
サントメ・プリンシペの県

- プリンシペ州 - 1995年4月28日に自治州に昇格した。州都は、サント・アントニオである。

2州は、更に7つの県に分けられる。
1. アグア・グランデ県
2. カンタガロ県
3. カウエ県
4. レンバ県
5. ロバタ県
6. メ＝ゾシ県
7. パグエ県

### 主要都市
主要な都市はサントメ（首都）がある。

## 地理

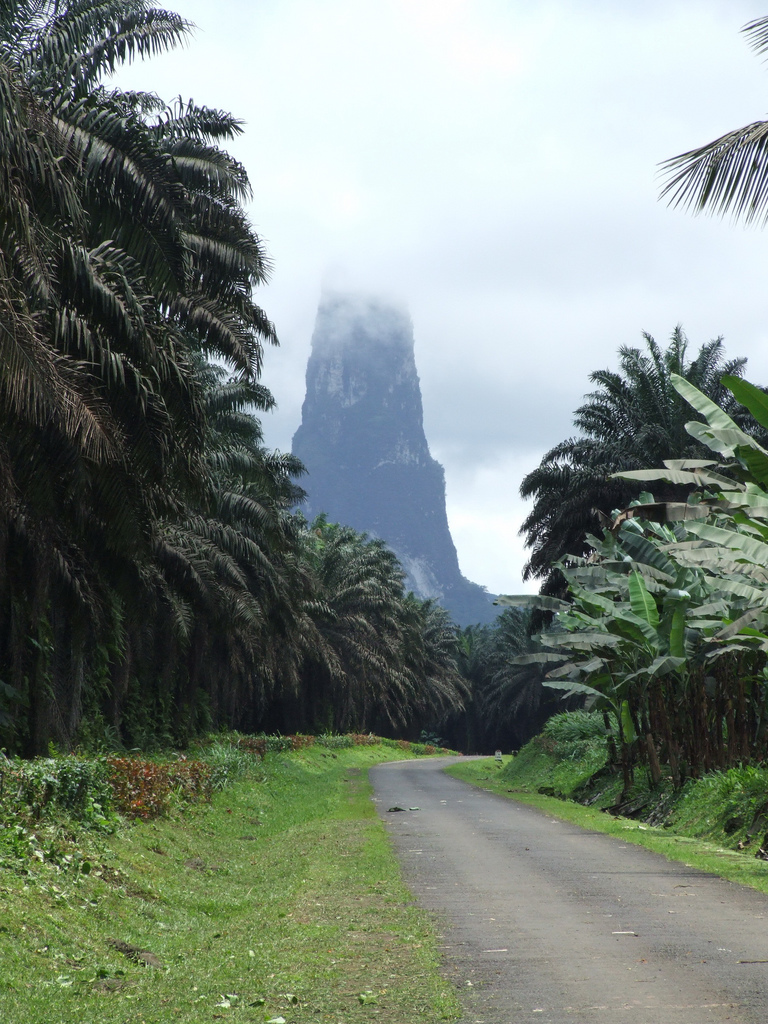
カン・グランデ峰。

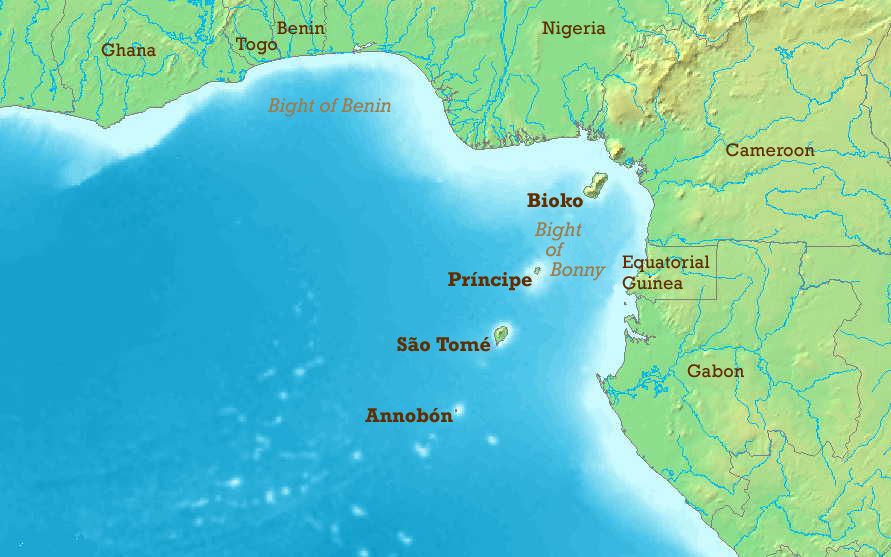
カメルーン火山列諸島

サントメ・プリンシペの領土は、ギニア湾上のサントメ島とプリンシペ島の2島と、その周囲の島嶼から成り、国土面積は964 km2程度である。いずれも火山島で、アフリカ大陸のカメルーン山から赤道ギニアのビオコ島、アンノボン島に至るカメルーン火山列に属する。最も大きな島はサントメ島であり、長さ50 km、幅32 kmで、国内最高峰はサントメ島のサントメ山（2024 m）である。サントメ島南部には、世界でも屈指の大きさを誇る火山性尖塔のカン・グランデ（標高663m）がそびえている。カン・グランデは、1991年2月に早稲田大学探検部の3人（高橋洋祐、森山憲一、縣直年）が初登頂した。
次に大きな島はプリンシペ島で、長さ30 km、幅6 kmほどである。なお、サントメ島よりも乾燥している。
ほぼ赤道直下にあり（北緯0度23分）、年間を通して気温・湿度共に高い。首都サントメの年間平均気温は26℃ほどだが、周囲を海に囲まれているために32 ℃を超えることは少ない。内陸高地では年間平均気温は20 ℃程度で、夜間は涼しい。雨季は10月から5月で、年間降水量は南西部で5000 mmに達するのに対して、北部は1000mmと少ない。

## 経済

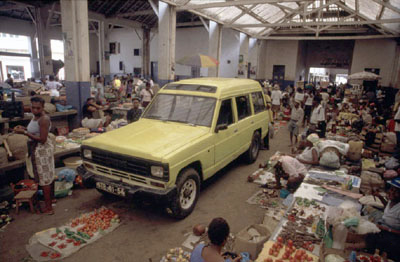
首都サントメの市場

サントメ・プリンシペは植民地時代からカカオのプランテーション開発が進められ、独立後も経済はカカオ豆の生産およびその輸出に大きく依存しており、カカオの価格および産出量の低迷に伴う経済不振が長期化している。このため、経済基盤は非常に脆弱で、世界最貧国の1つに数えられる。モノカルチャー（単一耕作）であるため、食糧や生活物資の大半を輸入に頼り、貿易赤字が続いている。観光産業も不振であり、外貨獲得の手段に乏しい。通貨は植民地時代のサントメ・プリンシペ・エスクードにかわって、1977年にドブラが導入された。
重債務貧困国でもあり、2000年時点の対外債務残高は国民総生産 (GDP) の460%にも達し、国家経済は事実上の破産状態にあった。このため2000年4月に国際通貨基金 (IMF) は貧困削減などのための政府による3ヶ年計画に890万ドルの融資を決定した。5月には主要債権国会議（パリクラブ）が2003年までの間、同国への再建の金利を95%（約2600万ドル）削減することに合意した。2000年度は世界銀行分の100%、IMF分の80%の債務免除措置を受けた。

### 鉱業

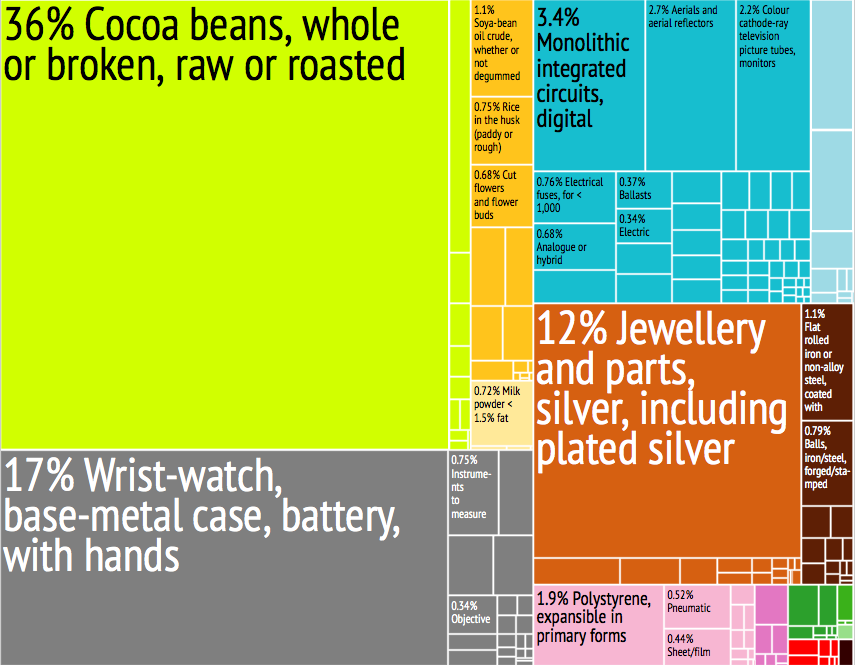
色と面積で示したサントメ・プリンシペの輸出品目

世界屈指の原油埋蔵量を誇るギニア湾に位置することから、油田開発が有望視されてきたものの、隣国のナイジェリアにも鉱区の範囲が及ぶため、権利関係のもつれを解消できずに開発が遅滞していた。
しかし、2003年にナイジェリアとの共同開発案がまとまり、鉱区の国際入札が行われ、シェブロン・テキサコ社が、翌2004年の入札では中国石油化工らが落札している。既に海底油田の開発は着手され、2010年を目途に生産が開始される見込みである。

### 農業
カカオの栽培には年平均気温25 ℃前後の高温な気候と、年間降水量2000 mmを超える湿潤な気候が必要とされる。それを満たすサントメ島は、ポルトガル植民地としてカカオの栽培に特化してきた。2015年のカカオ豆の輸出は総輸出の82.6％を占めており、1997年には耕地の39％でカカオが栽培され、農業生産額でも20％を超えているなど、カカオのモノカルチャー経済に近い構造になっている。しかし、カカオの生産量自体が独立時の混乱によって激減しており、独立直前の1975年のカカオ生産量が約10000トンだったのに対し、2005年のカカオ豆の生産量は3500トン超、2009年は2500トン、2014年に3200トンと、おおよそ3分の1程度にまで生産が低下している。その他の農産物は、ココナッツ（2.9万トン）、タロイモ（2.8万トン）、バナナ（2.7万トン）、キャッサバ（6000トン）などがある。しかしながら、カカオ豆以外は自給用作物であり、他の農産物は輸出額の2%未満である。

### 切手発行
1970年代には切手の発行を外貨獲得の手段としており、アラブ首長国連邦の一部土侯国などと同様に自国とは関係のない記念切手（土侯国切手）を乱発し、切手商を通じ収集家に販売していた。世界的に権威のあるアメリカ合衆国のスコットカタログで「一部は政府が発行したものではない可能性がある」と注意書きのある切手も存在し、国外のエージェントと組んで乱発していたことが窺える。2010年代に入っても切手の発行件数は多く、2014年は小型シート約200種（単片ベースで約500種）を発行している。また、違法切手(illegal stamps)と呼ばれる、実際にはサントメ・プリンシペが発行していないにもかかわらず同国国名を冠した偽物の切手が市場に出回っている。

## 交通
サントメにはサントメ国際空港があり、近隣諸国から国際線が就航しているほか、プリンシペ島のプリンシペ空港までの国内線も存在する。鉄道は現在まで存在していない。

## 国民

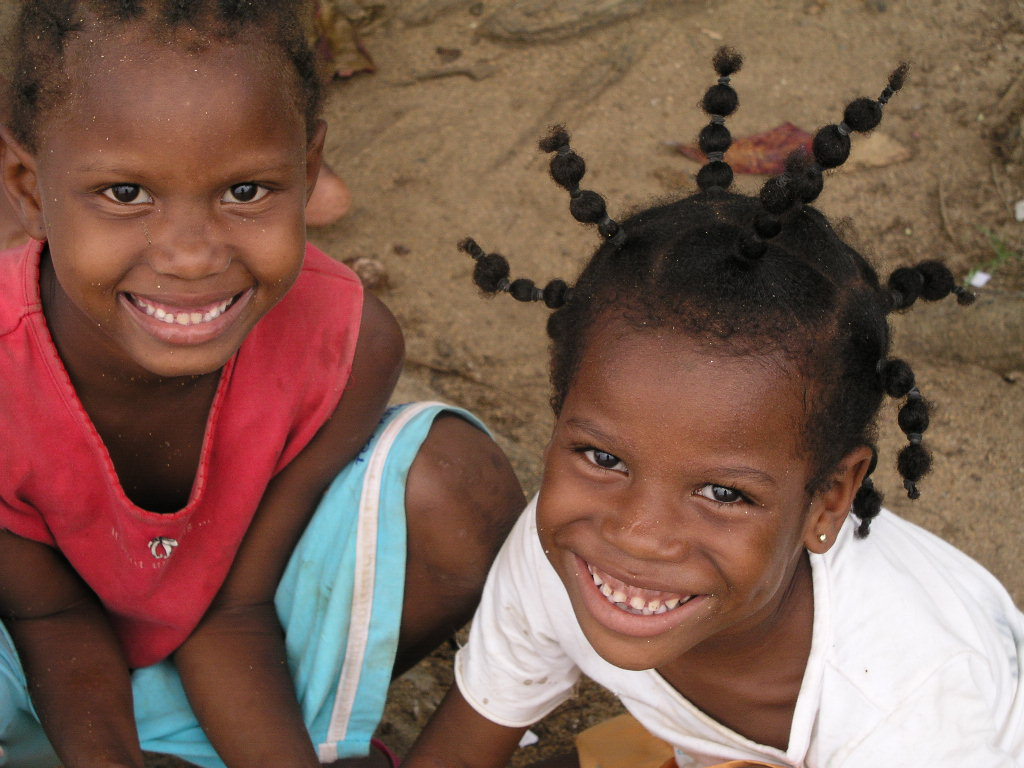
サントメ・プリンシペの子供たち

### 人口
サントメ・プリンシペの人口は、独立前の1960年に6万3000人だったものが1986年には11万人、2017年には20万4000人にまで増加した。

### 民族
全人口の約9割が、サントメ島に居住している。ポルトガルの植民地時代にアフリカから農園の労働力として連れてこられた黒人と、それを支配していたポルトガル系の白人がいたものの、ポルトガルから独立した1975年前後に、ポルトガル系住民の多くがこの国から退去していった。一方で、比較的関係が良好であったアンゴラでは、内戦が勃発し、難民が多数移住してきた。
このため、バントゥー系の黒人、ムラート（白人と黒人の混血）、アンゴラ人、ポルトガル人などが居住する。

### 言語
サントメ・プリンシペの公用語はポルトガル語と定められている。しかし、標準的なポルトガル語を母語とする人は都市部に僅かにいるのみで、多くの国民は、ポルトガル語をベースとしたクレオール言語を話す。このクレオール言語にも地域差が見られ、サントメ島（南端部を除く）のフォロ語、アンゴラ難民が多く居住するサントメ島南端部のアンゴラ語、プリンシペ島のプリンシペ・クレオール語に分類されている。

### 宗教

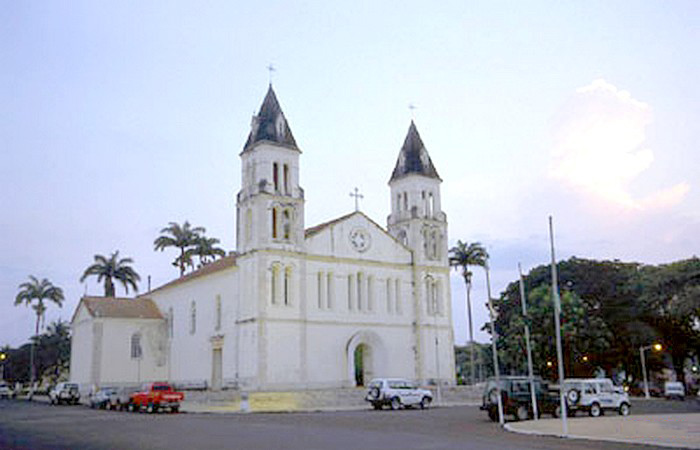
首都サントメの大聖堂

2001年の調査によれば、キリスト教のカトリックが70.3%、福音派が3.4%、ニュー・アポストリック教会が2%、アドヴェンティストが1.8%、その他が3.1%、無宗教が19.4%を占める。

### 教育
義務教育は4年間に定められている。2018年の調査によれば、15歳以上の国民の識字率は92.8％（男性：96.2％、女性：89.5％）であった。

### 保健
平均寿命は71.18歳で世界104位である。

## 文化
サントメ・プリンシペの文化には、アフリカとポルトガルの文化が混ざり合っているが、影響が強いのはポルトガル文化となっている。

### 食文化
主食は魚、魚介類、豆類、トウモロコシ、パンノキ、火を通したバナナなどである。パイナップルやアボカド、バナナといった熱帯果樹も重要な位置を占める。香辛料もよく使われる。香辛料や調味料として、コーヒーがさまざまな料理に使用される。朝食はオムレツがポピュラーであるが、前日の夕食の残りを食べることも多い。

### 文学
サントメ・プリンシペにおけるポルトガル語文学は、ポルトガル語公用語アフリカ諸国のなかでも豊かな部類に入る。そのほかフォロ語、英語、カウエ・クレオール語での作品も発表されている。フランシスコ・ジョゼ・テンレイロは、サントメ・プリンシペで最も影響力のある作家のひとりとされる。そのほか、著名な作家としてマヌエラ・マルガリード、アルダ・エスピリト・サント、オリンダ・ベージャ、コンセイサン・リマなどが挙げられる。

### 祝祭日
| 日付             | 日本語表記           | 現地語表記                        | 備考                 |
| ---------------- | -------------------- | --------------------------------- | -------------------- |
| 1月1日           | 元日                 | Ano novo                          |                      |
| 1月4日           | アマドール王の記念日 | Rei Amador                        |                      |
| 2月3日           | 解放殉死者の日       | Martires da Liberdade             |                      |
| 変動祝日         | 謝肉祭               | Carnaval                          |                      |
| 変動祝日         | 復活祭               | Pascoa                            |                      |
| 4月22日          | サントメ市の日       | Cidade de São Tomé                | サントメ市のみ       |
| 5月1日           | メーデー             | Internacional do Trabalhador      |                      |
| 7月12日          | 独立記念日           | Dia nacional                      |                      |
| 9月6日           | 軍隊記念日           | Forças armadas                    |                      |
| 9月30日          | 国有化の日           | Nacionalizações                   |                      |
| 11月2日または3日 | 死者の日             | Finados                           | 2日が日曜日の年は3日 |
| 12月21日         | 同意の日             | Acordo de Argel                   |                      |
| 12月25日         | クリスマス           | Natal ou également Dia da familia |                      |

### スポーツ
サントメ・プリンシペにおけるスポーツを取り巻く状況は悲惨なものとなっており、オリンピックには1996年アトランタ大会で初出場し、以後すべての大会に選手団を送り込んでいるものの、1度もメダルを獲得したことはない。また、冬季オリンピックには1度も出場経験はない。さらにサッカーサントメ・プリンシペ代表も悲惨であり、FIFAワールドカップおよびアフリカネイションズカップともに1度も出場したことはない。また、2003年から2011年まで国際Aマッチが組まれていなかったことからFIFAランキングからも除外されていた。

## 著名な出身者
- マリア・ド・カルモ・シルヴェイラ - 政治家
- ジョゼ・ヴィアナ・ダ・モッタ - ピアニスト
- アルマダ・ネグレイロス（ポルトガル語版） - 芸術家
- ナイデ・ゴメス - 陸上競技選手
- ヌーノ・エスピーリト・サント - サッカー監督
- ルイス・レアル - サッカー選手